# Selidosema oliveirata
Selidosema oliveirata là một loài bướm đêm trong họ Geometridae.